# Gyldén (cràter)
Gyldén és el romanent d'un cràter d'impacte lunar que es troba al nord-est de la plana emmurallada del cràter Ptolemeu, en el meridià zero del sistema de coordenades selenogràfiques, i a menys de 150 km al sud de l'equador lunar. Entre els cràters propers s'inclouen Herschel a l'oest, el cràter inundat de lava Réaumur al nord, i Hiparc a l'est.

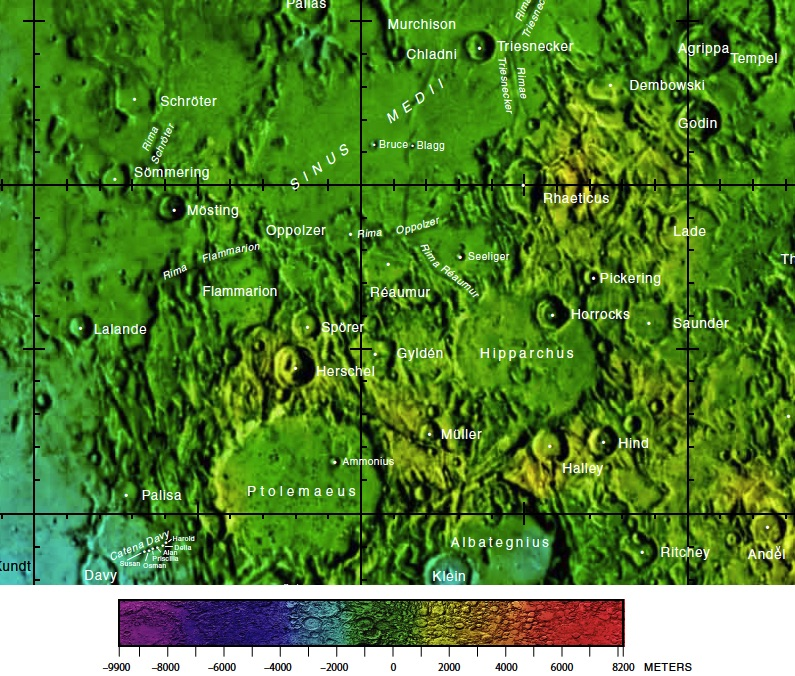
Localització de Gyldén (prop del centre de la imatge)

La vora en forma de cor d'aquest cràter es troba molt erosionada pels intensos impactes que pràcticament el van desintegrar, quedant únicament les restes en forma d'un anell irregular de pics i valls, igual que en el sòl interior. El cràter satèl·lit Réaumur A està unit al sector nord del brocal. Presenta un ampli tall en forma d'esquerda en la vora occidental, continuant cap al nord-nord-oest fins a depassar el cràter Spörer. El sòl interior manca relativament de trets significatius, encara que el petit cràter Gyldén K està situat just al sud-est del punt central.

## Cràters satèl·lit
Per convenció aquests elements s'identifiquen en els mapes lunars col·locant la lletra en el costat del punt central del cràter més proper a Gyldén.
|        | \| Gyldén \| Coordenades \| Diàmetre \| \| ------ \| -------------------------------- \| -------- \| \| C \| 5° 48′ S, 1° 00′ E / 5.8°S,1.0°E \| 6 km \| \| K \| 5° 30′ S, 0° 36′ E / 5.5°S,0.6°E \| 5 km \| |          |
| Gyldén | Coordenades | Diàmetre |
| C      | 5° 48′ S, 1° 00′ E / 5.8°S,1.0°E | 6 km     |
| K      | 5° 30′ S, 0° 36′ E / 5.5°S,0.6°E | 5 km     |